# Consell de les Illes Òrcades

Composició del Consell de les Illes Òrcades 2022

El Consell de les Illes Òrcades (gaèlic escocès: Comhairle Eileanan Arcaibh), és l'autoritat local de les Òrcades, Escòcia. Va ser establert el 1975 per la Llei de govern local (Escòcia) de 1973 i no es va veure afectat en gran part pels canvis del govern local escocès a mitjans dels anys noranta.

## Eleccions
Entre el 2012 i el 2017 el consell estava format per 21 membres, tots ells independents ; no es van presentar com a representants d'un partit polític.
Aquests membres són elegits en els districtes següents:
- East Mainland, South Ronaldsay i Burray (3 membres)
- Kirkwall East (4 membres)
- Kirkwall West i Orphir (4 membres)
- Illes del Nord (3 membres)
- Stromness i South Isles (3 membres)
- West Mainland (4 membres).[4]

| Partit | Partit          | 2022 |
| ------ | --------------- | ---- |
|        | Independent     | 19   |
|        | Verds Escocesos | 2    |